# Haus des Kornessios
Das Haus des Kornessios, ist eine Stadtvilla aus dem Ende des 18. Jahrhunderts in Nikosia auf Zypern. Es liegt im südlichen Teil der Stadt, der von der Republik Zypern kontrolliert wird.

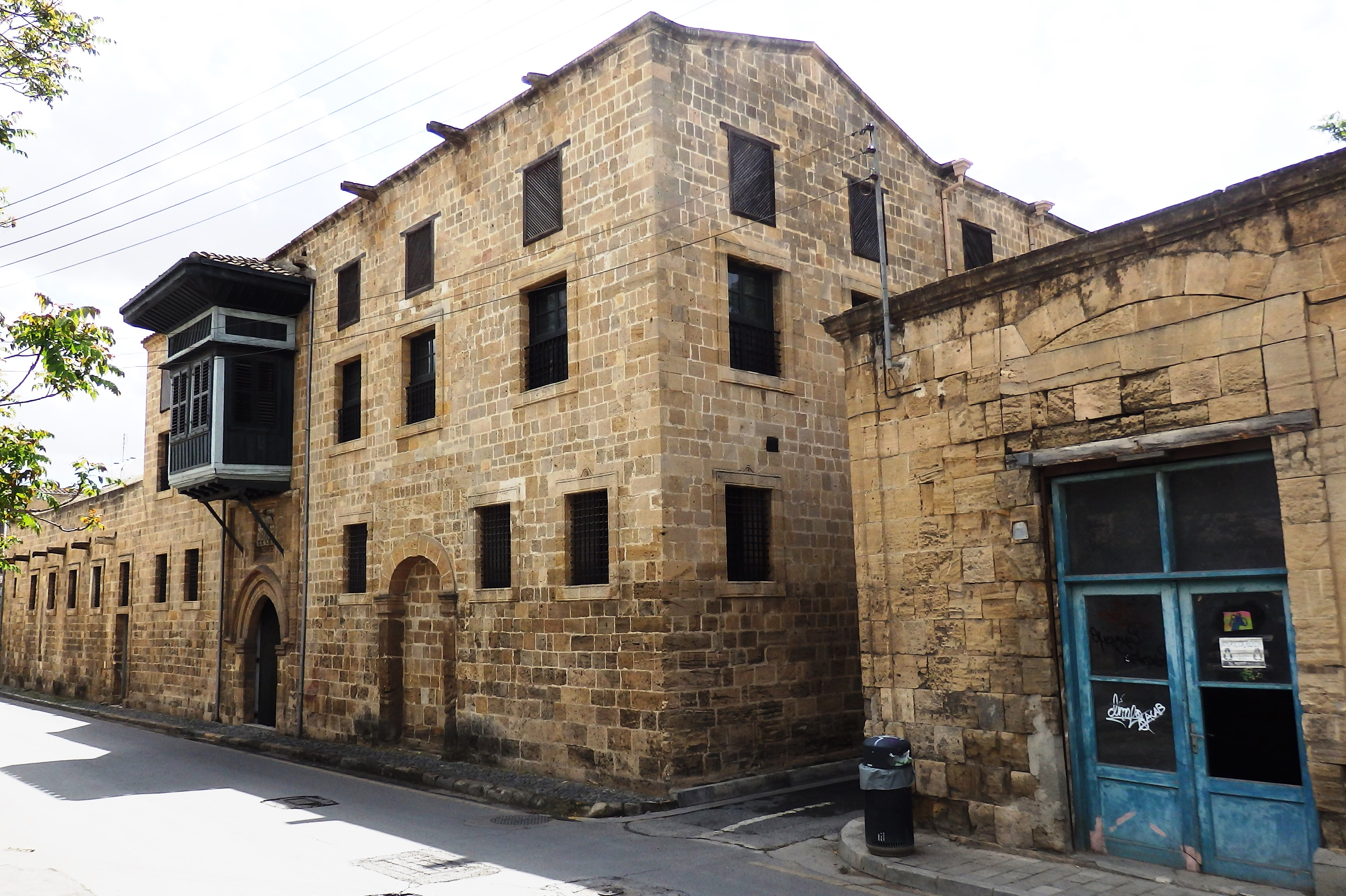
Fassade der Kornessiosvilla

## Geschichte
Das Haus wurde im Auftrag eines Dragoman, eines Dolmetschers gebaut, dem zugleich das Amt des obersten Steuereintreibers übertragen worden war. Kornessios gehörte zur griechischen Bevölkerung, war aber vom Osmanischen Reich in sein Amt eingesetzt worden. Dieses Amt brachte ihm so hohe eigene Einnahmen, dass er als Mitglied der Oberschicht ein sehr repräsentatives Haus bauen lassen konnte. Kornessios war auch konsularisch für westeuropäische Staaten tätig, darunter auch für Venedig, weshalb eine Tafel über dem Eingang des Hauses den Markuslöwen zeigt.
Das dreiflügelige Gebäude gruppiert sich um einen Innenhof mit Brunnen, von dem eine gedeckte Holztreppe in die Eingangshalle des Obergeschosses führt. Die eigentlichen Wohnräume lagen im ersten Stock des Hauses. Das Schlafzimmer lag nach Eintritt in die Eingangshalle links, der Dīwān der Treppe direkt gegenüber. Der Dīwān ragt mit seinem Holzerker aus der Fassade heraus. In einem kleinen Nebengebäude im Hof steht noch heute der Hammām.
Seit 1935 war die Villa zu einem geschützten Bauwerk erklärt worden. 
Das Gebäude blieb über 200 Jahre im Besitz seiner Familie, die am Ende des 19. Jahrhunderts einzelne Bereiche des Gebäudes zum Bewohnen unter sich aufgeteilt hatte. Im 20. Jahrhundert gingen einzelne Gebäudeteile und schließlich das Gesamtensemble in Staatsbesitz über.

## Bildergalerie

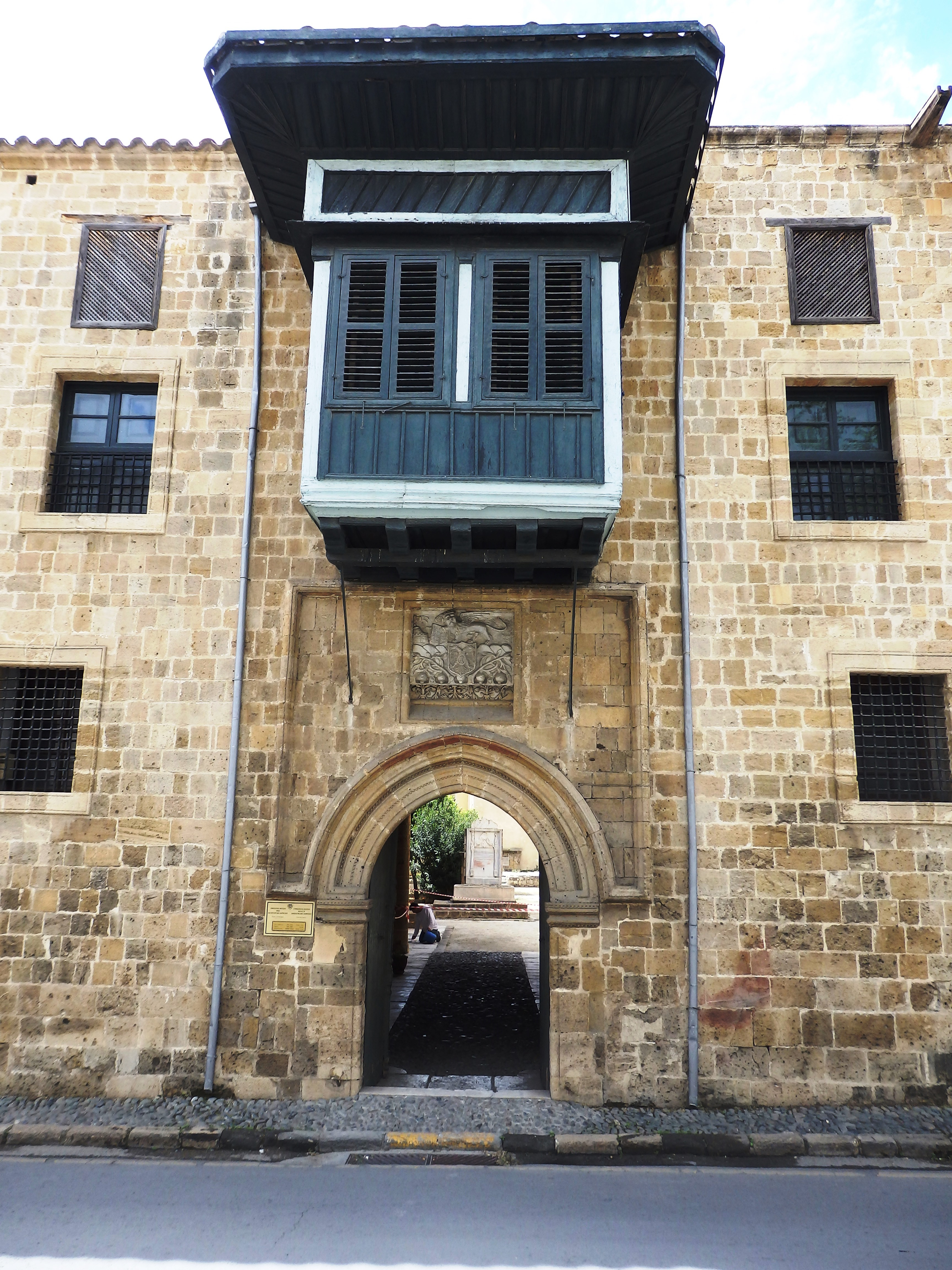
Eingangstür der Kornessiosvilla mit Markuslöwen zwischen Türbogen und Holzerker
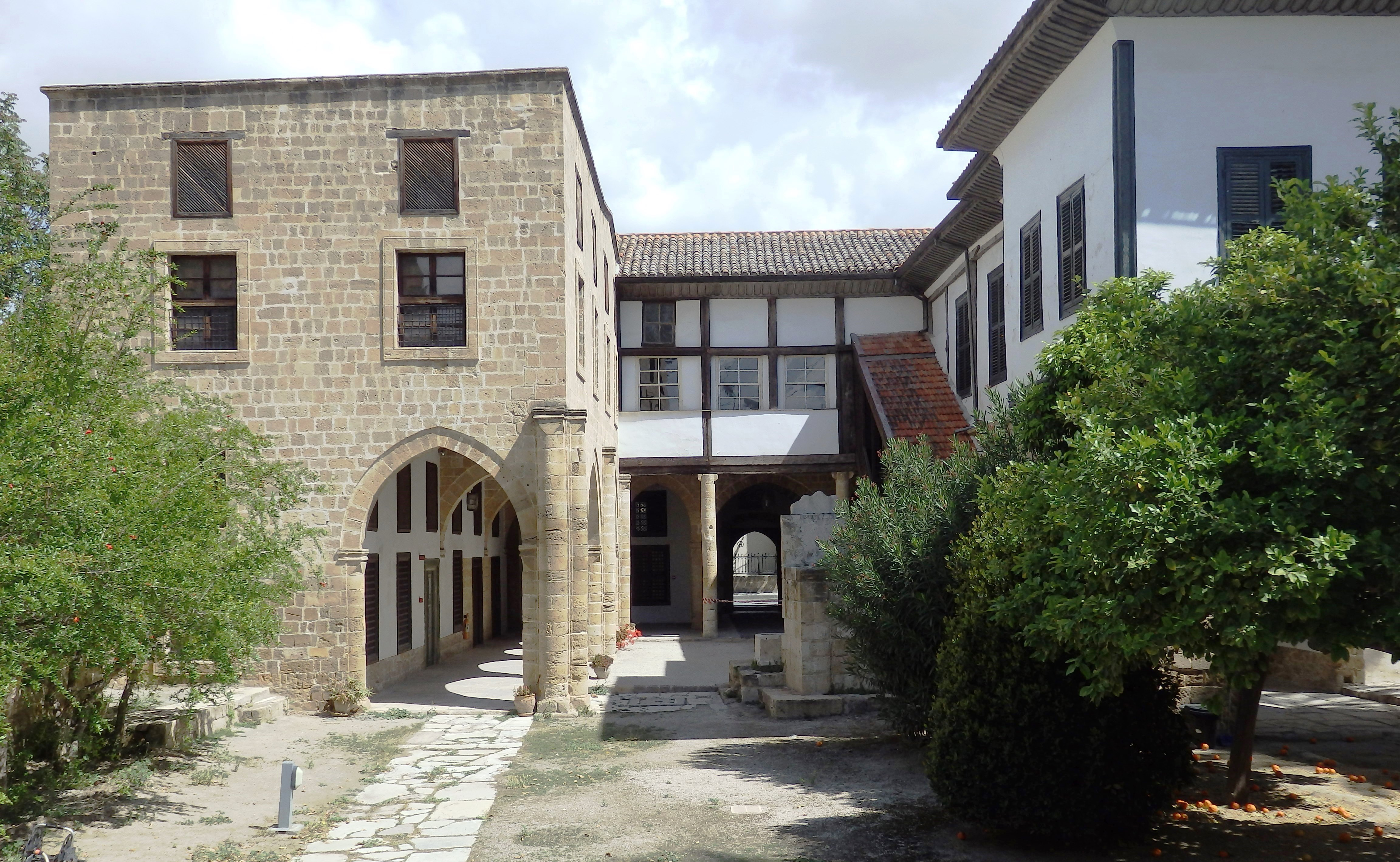
Innenhof der Kornessiosvilla.JPG
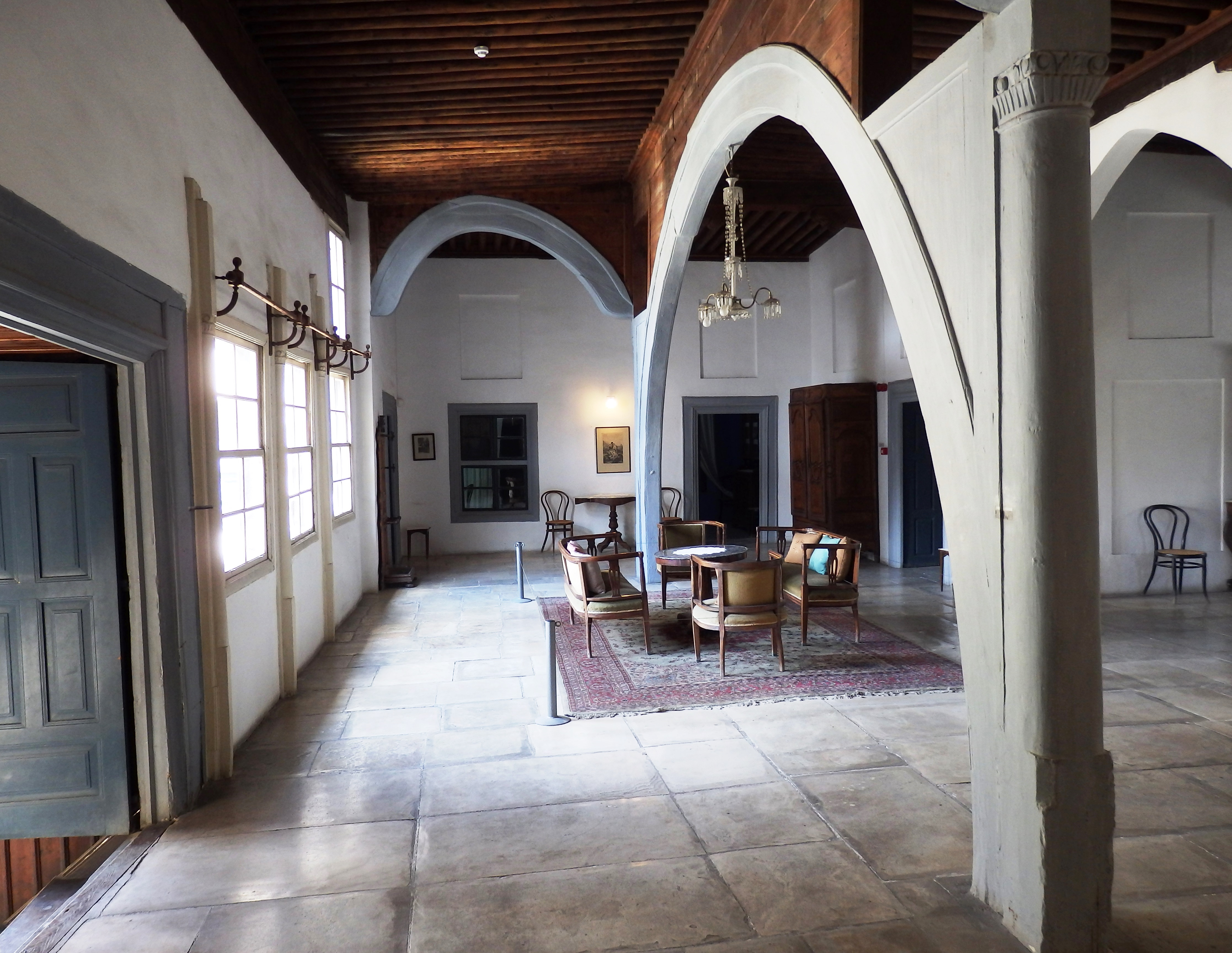
Eingangshalle im Obergeschoss der Kornessiosvilla
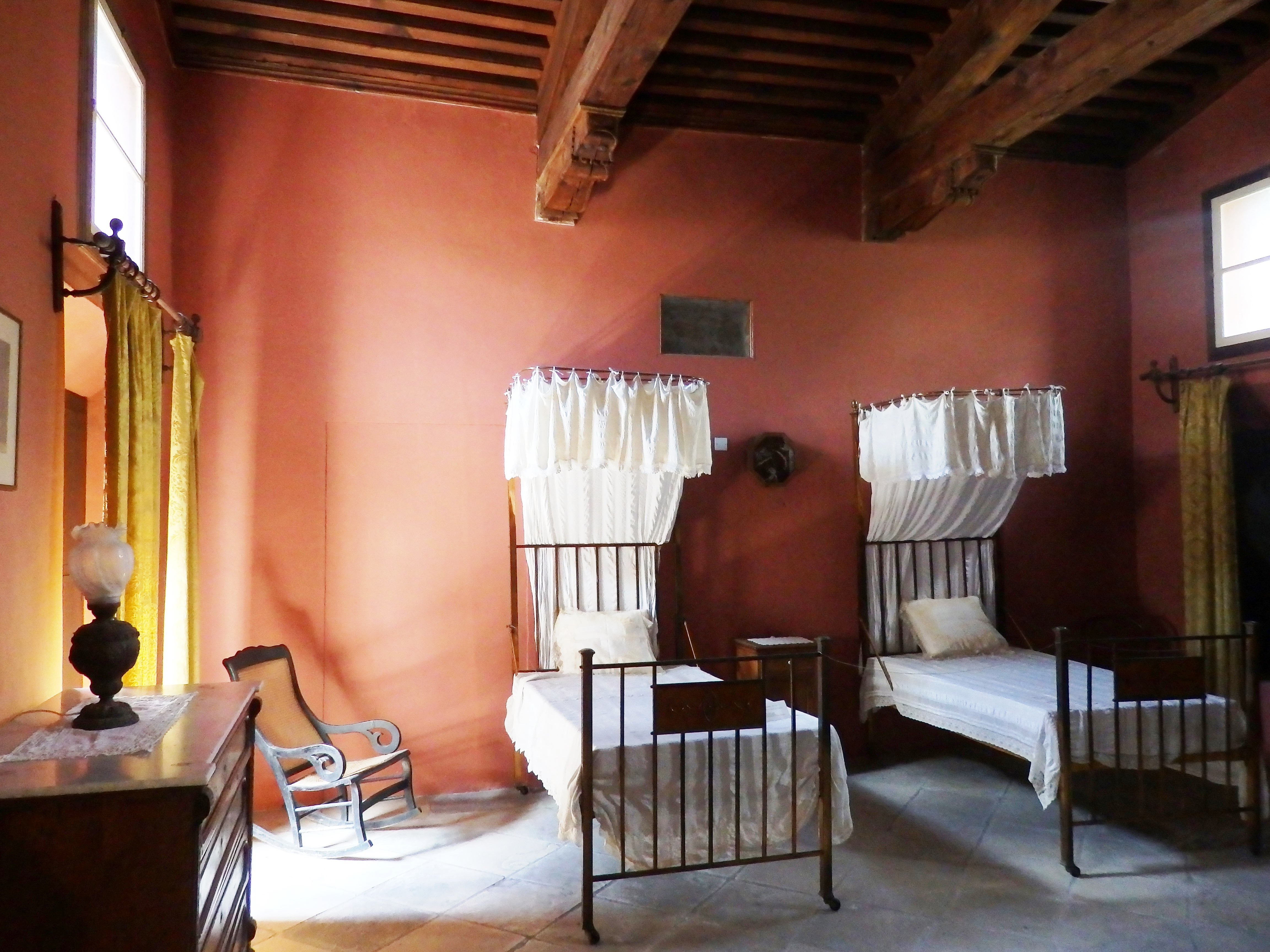
Schlafzimmer im OG der Kornessiosvilla
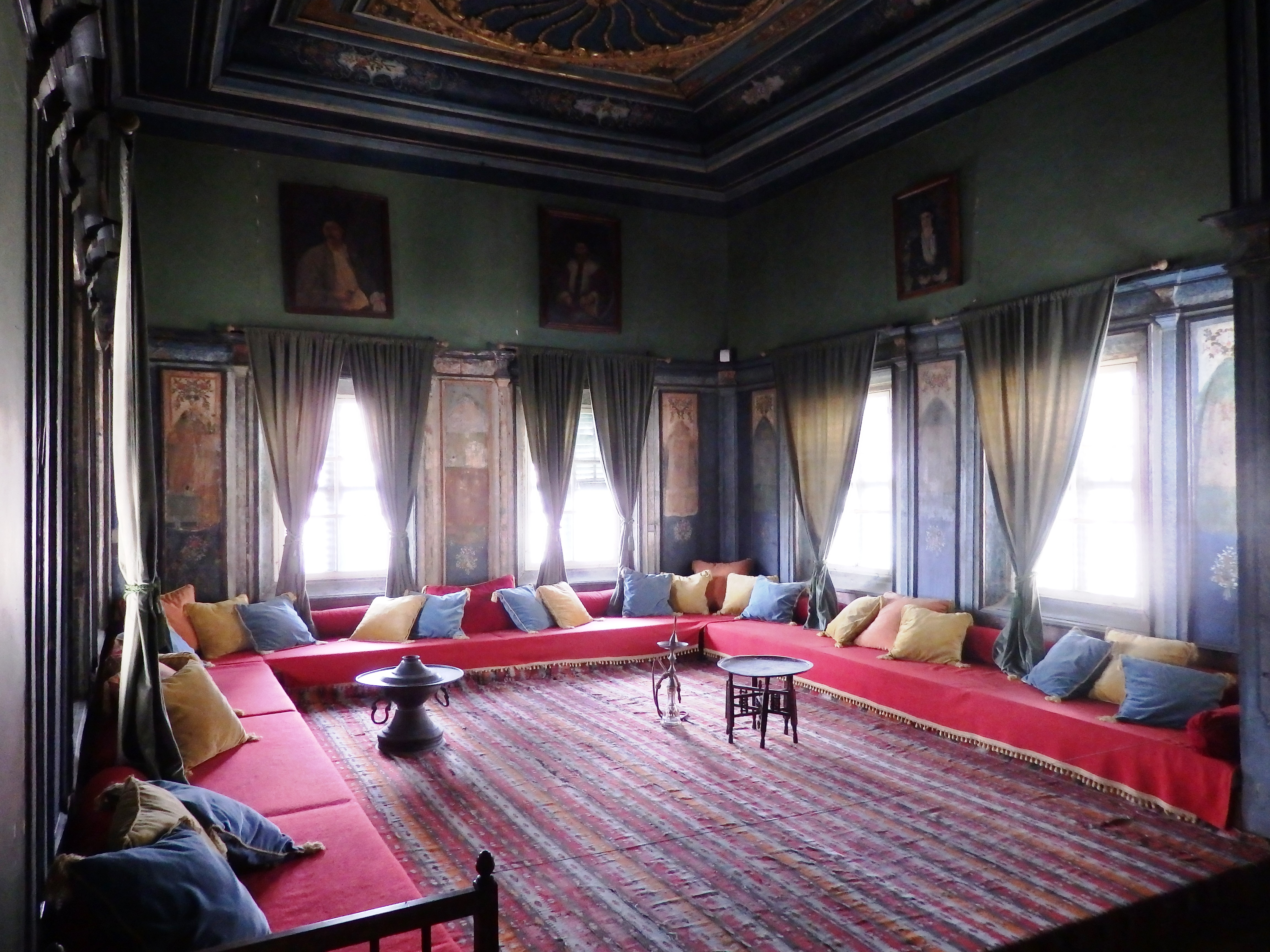
Dīwān im OG der Kornessiosvilla